# Gastone d'Orléans (duca)
Gastone di Francia, duca d'Orléans (in francese Gaston Jean Baptiste de France; Fontainebleau, 25 aprile 1608 – Blois, 2 febbraio 1660), fu il terzo figlio maschio del re di Francia e di Navarra, Enrico IV, e di Maria de' Medici. Fu duca d'Orléans. In quanto figlio maschio di un re, era chiamato Fils de France. In quanto maggiore tra i fratelli superstiti di Luigi XIII, era conosciuto a corte con il titolo onorifico di Monsieur.

## Biografia

### Infanzia
Gastone di Francia nacque al Castello di Fontainebleau ed alla nascita gli fu dato il titolo di duca d'Angiò. Nel 1626 durante il periodo del suo matrimonio con la giovane duchessa di Montpensier Gastone ricevette in appannaggio (con i suoi rispettivi titoli) i ducati d'Orléans e Chartres e la contea di Blois. Divenne il primo pretendente al trono in caso di decesso del re e questa sua posizione rimase tale per un quarto di secolo, fino alla nascita del futuro Luigi XIV, avvenuta nel 1638. Per questo veniva spesso strumentalizzato dalla nobiltà ambiziosa e coinvolto nelle rivolte contro la politica accentratrice prima del cardinale Richelieu e poi del Mazarino.

### Primo matrimonio
Nel 1626 sposò Maria di Borbone, duchessa di Montpensier (1605 – 1627, detta anche Mademoiselle de Montpensier, una delle più ricche ereditiere di Francia, e sua lontana cugina); il matrimonio fu celebrato dopo che Gastone ebbe partecipato ad una congiura, quella detta di Chalais, nata per impedire proprio questo matrimonio voluto da Richelieu e dal re suo fratello, che lo perdonò per questo misfatto. Dal matrimonio nacque Anna Maria Luisa d'Orléans, duchessa di Montpensier, detta successivamente Grande Mademoiselle, che giocherà un ruolo importante nelle vicende del padre durante la seconda Fronda.

### Vita a corte
Nel 1628 Gastone assunse il comando nominale dell'esercito nell'assedio della fortezza protestante di La Rochelle.
Nel 1630 prese parte alla fallita rivolta contro Richelieu, ordita dalla stessa madre di Gastone, la regina madre Maria de' Medici, e dal cosiddetto partito dei devoti (parti dévot) e culminata nella giornata degl'ingannati (11 novembre). Successivamente fece appello all'insurrezione armata contro lo stesso cardinale ed indirettamente contro la corona di Francia, ma dopo che nel 1632 uno dei più importanti promotori dell'insurrezione, il duca di Montmorency, fu sconfitto con le sue truppe a Castelnaudary e preso prigioniero, Gastone lasciò la Francia e trovò rifugio alla corte del duca Carlo IV di Lorena, che come feudatario ed alleato dell'Imperatore era in guerra contro la Francia. Qui sposò, senza il consenso del fratello Luigi XIII, la sorella del duca, Margherita di Lorena-Vaudémont (1615 – 1672). Nel 1634 stipulò un accordo segreto con la Spagna, anch'essa in guerra contro la Francia. Tuttavia si riconciliò poco dopo con il fratello e rientrò in Francia.
Nel 1642 fallì la congiura del marchese di Cinq-Mars, che aveva cercato, dopo la morte del Richelieu, di far diventare Gastone luogotenente del regno.
Riconciliatosi con il fratello prima della morte di quest'ultimo, divenne luogotenente del regno alla sua morte, carica che il cardinal Mazzarino gli fece conferire affinché non si opponesse alla reggenza di Anna d'Austria, madre del Delfino, il futuro Luigi XIV, che alla morte di Luigi XIII aveva solo quattro anni d'età.

### Fronda
Nel 1644 Gastone condusse con successo una campagna militare nel nord occupando gran parte delle Fiandre nei possedimenti spagnoli dei Paesi Bassi.
Nel 1648 all'inizio della Fronda Gastone oscillò fra le due parti in lotta: Parlamento di Parigi ed alta nobiltà contro il Mazzarino.

### Esilio e morte
Dopo la vittoria del Mazzarino nel 1652, Gastone fu bandito da Parigi ed esiliato a Blois ove dovette rimanere fino alla sua morte. Fu sepolto nella basilica di Saint-Denis.
Poiché morì senza eredi maschi lasciò in eredità il ducato d'Orléans ed il relativo titolo al nipote Filippo, che assunse il nome di Filippo I d'Orléans, divenendo così il capostipite della quarta dinastia degli Orléans.

## Discendenza
Da Maria di Montpensier ebbe una figlia:
- Anna Maria Luisa d'Orléans (29 maggio 1627 – 5 aprile 1693), nota come la Grande Mademoiselle.

Da Margherita di Lorena ebbe cinque figli:
- Margherita Luisa d'Orléans (28 luglio 1645 – 17 settembre 1721), sposò Cosimo III de' Medici, Granduca di Toscana;
- Elisabetta Margherita d'Orléans (26 dicembre 1646 – 17 marzo 1696), dal 1648 al 1667 fu badessa dell'Abbazia di Remiremont; lasciò quindi i voti per sposare Luigi Giuseppe, duca di Guisa;
- Francesca Maddalena d'Orléans (13 ottobre 1648 – 14 gennaio 1664), sposò Carlo Emanuele II, duca di Savoia;
- Gian Gastone, Duca di Valois (17 agosto 1650 – 10 agosto 1652);
- Maria Anna d'Orléans (9 novembre 1652 – 17 agosto 1656).

## Ascendenza
|                            |                     |                                | Genitori                         |  |  | Nonni |  |  | Bisnonni                    |  |  | Trisnonni                    |  |
|                            |                     |                                |                                  |  |  |       |  |  | Carlo IV di Borbone-Vendôme |  |  | Francesco di Borbone-Vendôme |  |
|                            |                     |                                |                                  |  |  |       |  |  | Carlo IV di Borbone-Vendôme |  |  | Francesco di Borbone-Vendôme |  |
|                            |                     | Maria di Lussemburgo-Saint-Pol |                                  |  |  |       |  |  | Carlo IV di Borbone-Vendôme |  |  |                              |  |
| Antonio di Borbone-Vendôme |                     |                                |                                  |  |  |       |  |  | Carlo IV di Borbone-Vendôme |  |  |                              |  |
|                            |                     | Francesca d'Alençon            | Renato d'Alençon                 |  |  |       |  |  |                             |  |  |                              |  |
|                            |                     | Francesca d'Alençon            | Renato d'Alençon                 |  |  |       |  |  |                             |  |  |                              |  |
|                            |                     | Francesca d'Alençon            | Margherita di Lorena-Vaudémont   |  |  |       |  |  |                             |  |  |                              |  |
| Enrico IV di Francia       |                     | Francesca d'Alençon            |                                  |  |  |       |  |  |                             |  |  |                              |  |
|                            |                     | Enrico II di Navarra           | Giovanni III di Navarra          |  |  |       |  |  |                             |  |  |                              |  |
|                            |                     | Enrico II di Navarra           | Giovanni III di Navarra          |  |  |       |  |  |                             |  |  |                              |  |
|                            |                     | Enrico II di Navarra           | Caterina di Navarra              |  |  |       |  |  |                             |  |  |                              |  |
| Giovanna III di Navarra    |                     | Enrico II di Navarra           |                                  |  |  |       |  |  |                             |  |  |                              |  |
|                            |                     | Margherita d'Angoulême         | Carlo di Valois-Angoulême        |  |  |       |  |  |                             |  |  |                              |  |
|                            |                     | Margherita d'Angoulême         | Carlo di Valois-Angoulême        |  |  |       |  |  |                             |  |  |                              |  |
|                            |                     | Margherita d'Angoulême         | Luisa di Savoia                  |  |  |       |  |  |                             |  |  |                              |  |
| Gastone di Francia         |                     | Margherita d'Angoulême         |                                  |  |  |       |  |  |                             |  |  |                              |  |
|                            | Cosimo I de' Medici | Giovanni dalle Bande Nere      |                                  |  |  |       |  |  |                             |  |  |                              |  |
|                            | Cosimo I de' Medici | Giovanni dalle Bande Nere      |                                  |  |  |       |  |  |                             |  |  |                              |  |
|                            | Cosimo I de' Medici | Maria Salviati                 |                                  |  |  |       |  |  |                             |  |  |                              |  |
| Francesco I de' Medici     | Cosimo I de' Medici |                                |                                  |  |  |       |  |  |                             |  |  |                              |  |
|                            |                     | Eleonora di Toledo             | Pedro Álvarez de Toledo y Zúñiga |  |  |       |  |  |                             |  |  |                              |  |
|                            |                     | Eleonora di Toledo             | Pedro Álvarez de Toledo y Zúñiga |  |  |       |  |  |                             |  |  |                              |  |
|                            |                     | Eleonora di Toledo             | María Osorio y Pimentel          |  |  |       |  |  |                             |  |  |                              |  |
| Maria de' Medici           |                     | Eleonora di Toledo             |                                  |  |  |       |  |  |                             |  |  |                              |  |
|                            |                     | Ferdinando I d'Asburgo         | Filippo I d'Asburgo              |  |  |       |  |  |                             |  |  |                              |  |
|                            |                     | Ferdinando I d'Asburgo         | Filippo I d'Asburgo              |  |  |       |  |  |                             |  |  |                              |  |
|                            |                     | Ferdinando I d'Asburgo         | Giovanna di Castiglia            |  |  |       |  |  |                             |  |  |                              |  |
| Giovanna d'Austria         |                     | Ferdinando I d'Asburgo         |                                  |  |  |       |  |  |                             |  |  |                              |  |
|                            |                     | Anna Jagellone                 | Ladislao II di Boemia            |  |  |       |  |  |                             |  |  |                              |  |
|                            |                     | Anna Jagellone                 | Ladislao II di Boemia            |  |  |       |  |  |                             |  |  |                              |  |
|                            |                     | Anna Jagellone                 | Anna di Foix-Candale             |  |  |       |  |  |                             |  |  |                              |  |
|                            |                     | Anna Jagellone                 |                                  |  |  |       |  |  |                             |  |  |                              |  |